# 스캔스냅

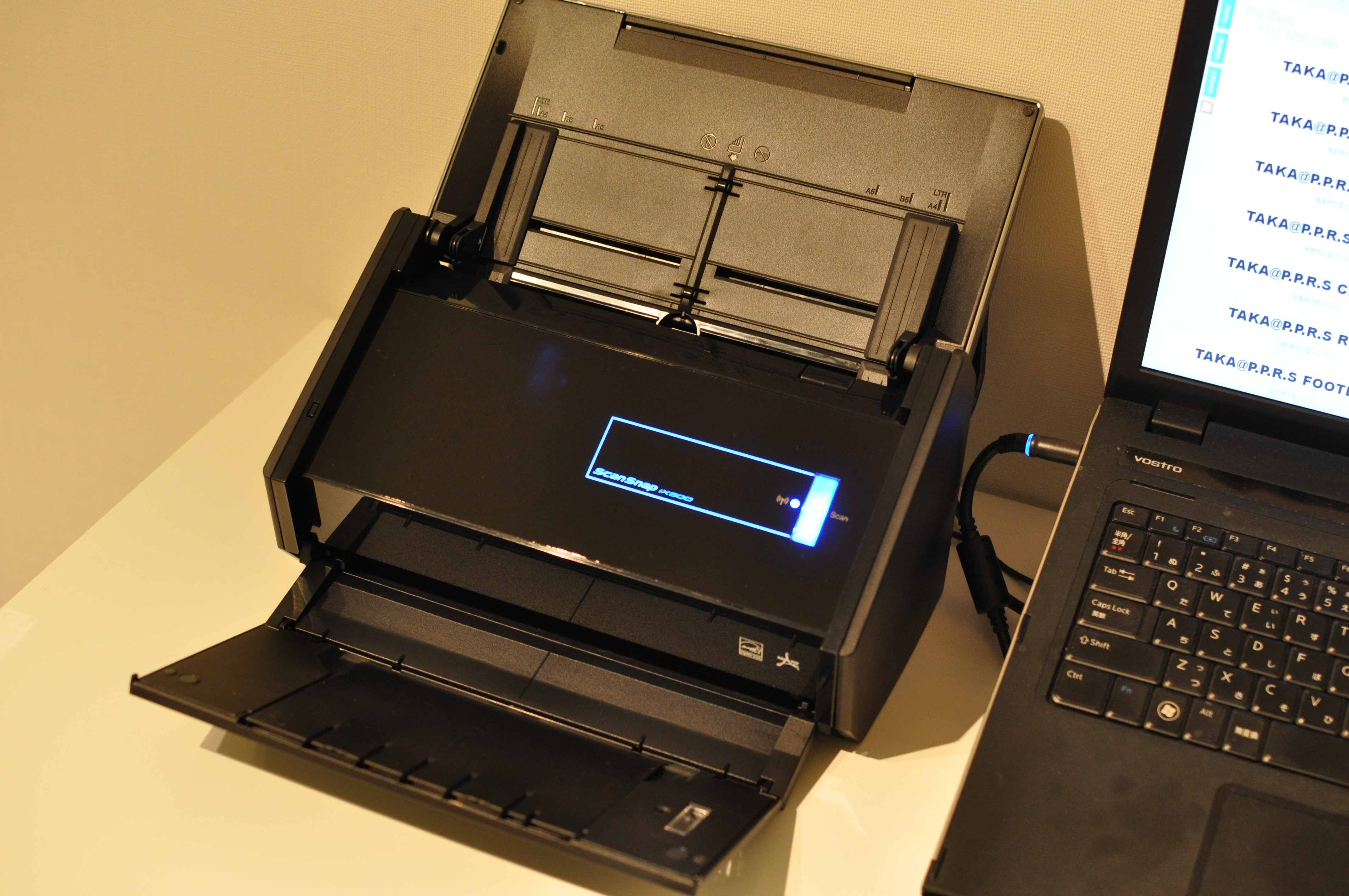
ScanSnap iX500

스캔스냅(ScanSnap)은 일본 후지쯔사에서 개발한 이미지 스캐너이다. 현재 ix500까지 출시되었다. 일본에서만 100만대 넘게 판매되었으며 소형 스캐너 시장에서 가장 높은 점유율을 가지고 있다. 2013년 후지쯔사는 에버노트사와 제휴하여 스냅스캔으로 문서를 스캔한 후 에버노트로 전송할 수 있는 기능을 선보였다.